# Uwe Handmann
Uwe Handmann (* 1969) ist ein deutscher Ingenieur und Professor für Neuroinformatik an der Hochschule Ruhr West.

## Werdegang
Uwe Handmann studierte von 1988 bis 1991 Nachrichtentechnik an der Berufsakademie Stuttgart sowie von 1991 bis 1995 Elektrotechnik und Informationstechnik an der Ruhr-Universität Bochum, beides mit Abschluss als Dipl.-Ing. Nach seinem Studium war Handmann als wissenschaftlicher Angestellter im Bereich Sound Design (Tongestaltung) beschäftigt. Ende des Jahres 1995 wechselte er an das Institut für Neuroinformatik der Ruhr-Universität Bochum und forschte an Fahrerassistenzsystemen für die Automobilindustrie. Dort leitete er ab 1999 eine Arbeitsgruppe, die im Bereich der Bildverarbeitung forschte. Er promovierte 2000 zum Dr.-Ing. und wechselte zur L-1 Identity Solutions AG.
Von 2008 bis 2010 war Handmann Professor an der Fachhochschule Südwestfalen. Seit  2010 lehrt er an der Hochschule Ruhr West. Er ist Dekan des Fachbereiches 1 und Leiter des Institutes für Informatik.
Handmann ist Vorsitzender des Vereines Prosperkolleg e. V. Ziel des gemeinnützigen Vereins ist die anwendungsorientierte Forschung rund um eine digitalisierte Gesellschaft.

## Schwerpunkte in Forschung und Lehre
Handmanns Expertise umfasst u. a. die Bereiche Künstliche Intelligenz, Sensor-Datenfusion, Digitalisierung, Mensch-Computer-Interaktion, Computer Vision, Mustererkennung, zerstörungsfreie Prüfung, vorausschauende Instandhaltung, intelligente Fahrzeuge, autonomes Fahren sowie biometrische Systeme und Sicherheitstechnologie. Seine aktuellen Arbeiten fokussieren sich neben Künstlicher Intelligenz (intelligente Datenanalyse) auf Twin Transition und Circular Economy (Kreislaufwirtschaft). Er leitet mehrere Forschungs- und Transferprojekte in diesem Bereich.
Twin Transition beschreibt die parallele und synergetische Entwicklung von zwei großen Transformationsprozessen: der digitalen Transformation und der nachhaltigen Transformation (auch als ökologische Transformation bekannt). Circular Economy ist ein Wirtschaftssystem, das darauf abzielt, den Lebenszyklus von Produkten, Materialien und Ressourcen zu verlängern. Im Gegensatz zur traditionellen linearen Wirtschaft, die auf dem Prinzip „nehmen, herstellen, verbrauchen, wegwerfen“ basiert, ist Kernziel einer Circular Economy Ressourcen so lange wie möglich im Wirtschaftskreislauf zu halten.

## Engagement in der MINT-Nachwuchsförderung
Neben seinen Forschungs- und Innovationsprojekten engagiert sich Handmann für die Förderung des MINT-Nachwuchses im westlichen Ruhrgebiet. Er ist Leiter des mint4u Kompetenzzentrums der Hochschule Ruhr West. Als langjähriges Mitglied des Strategiekreises der Gemeinschaftsoffensive Zukunft durch Innovation in Nordrhein-Westfalen (zdi.NRW) bringt er seine Expertise in die strategische Entwicklung und Koordination landesweiter Bildungsinitiativen ein, um junge Menschen für Technik und Naturwissenschaften zu begeistern. Ein Schwerpunkt dieser Arbeit liegt im Aufbau und der inhaltlichen Weiterentwicklung der zdi-Zentren in Bottrop und Oberhausen sowie von zdi-Schülerlaboren an der Hochschule Ruhr West.

## Schriften (Auswahl)
- Neuronale Informationsverarbeitung für Fahrerassistenzsysteme. Logos Verlag, Berlin 2000, ISBN 978-3-89722-425-4.
- mit  T. Kalinke, C. Tzomakas, M. Werner, W. v. Seelen: An image processing system for driver assistance. In: Image and Vision Computing 18(5), 2000, S. 367–376, doi:10.1016/S0262-8856(99)00032-3
- als Hrsg. und Autor mit Sabine Büttner, Wolfgang Irrek: Transformation zur Circular Economy: kleine und mittlere Unternehmen im Wandel begleiten. Springer Fachmedien, Wiesbaden 2024, ISBN 978-3-658-43337-6.